# Miracle Linux
Miracle Linux è una distribuzione asiatica del sistema operativo GNU/Linux, pensata appositamente per il mercato giapponese. È supportata dall'azienda giapponese Miracle Linux Corporation, posseduta al 50,5% dall'americana Oracle Corporation.
Miracle Linux - Asianux inside è basata su Red Hat Linux.